# 多爾納瓦
多爾納瓦（斯洛維尼亞語： 發音：[ˈdoːɾnaʋa]），是斯洛維尼亞東北部多爾納瓦市鎮的聚居地及其行政中心。它位於普圖伊以東，在佩斯尼察河畔。當地是下施蒂里亞傳統地區的一部分，現在包括在波德拉夫統計區。
多爾納瓦以村北的一座大型巴洛克風格豪宅而聞名。它最初是15世紀的一座城堡，但在1695年被大火燒毀後，被艾登斯（Attems）家族從普圖伊領主手中買下，並於1730年左右重建。它是斯洛維尼亞保存最完好的巴洛克豪宅之一。

## 外部連結
- 维基共享资源上的相關多媒體資源：多爾納瓦
- Municipality of Dornava at Geopedia （页面存档备份，存于）
- Dornava municipal site （页面存档备份，存于）